# OS X Mountain Lion
OS X Mountain Lion (versión 10.8) es la novena versión de OS X, el sistema operativo de Apple para sus ordenadores de escritorio, portátiles y servidores. Mountain Lion fue anunciado el 16 de febrero de 2012 y fue puesto a la venta el 25 de julio de 2012 a través de la Mac App Store. Incorpora aún más características del sistema iOS, algunas de las cuales ya han sido introducidas en Lion. Diversas aplicaciones fueron renombradas o alteradas para lograr una correspondencia con sus contrapartes de iOS.

## Características
- Mountain Lion trae más de 100 nuevas mejoras o nuevas características:
- Mayor integración con iCloud, en Pages, Numbers, Keynote y Vista Previa.
- Sincronización automática de documentos de la suite iWork a través de iCloud.
- iMessages, un cliente multiprotocolo de mensajería instantánea y envío de mensajes de texto. Reemplaza a iChat y soportará el servicio iMessage, disponible en iOS.
- Recordatorios, ahora separados de iCal.
- Notas, ahora separadas de Mail.
- Una versión de escritorio del Centro de Notificaciones de iOS, al estilo de Growl.
- AirPlay Mirroring, que permitirá enviar la imagen del ordenador, a través de AirPlay, hacia el Apple TV.
- Gatekeeper, una nueva característica para prevenir o limitar instalar aplicaciones de terceros, y eligiendo así instalar aplicaciones solo de laMac App Store o de otras vías.
- Integración con Twitter y con Facebook en la versión 10.8.2
- Game Center un servicio de juego de iOS que permite compartir logros y puntuaciones con las personas que jueguen al mismo juego.
- BootCamp 5 en la versión 10.8.3 por Windows 8.

## Actualizaciones
| OS X Versión | Build  | Fecha                    |
| ------------ | ------ | ------------------------ |
| 10.8         | 12A269 | 25 de julio de 2012      |
| 10.8.1       | 12B19  | 23 de agosto de 2012     |
| 10.8.2       | 12C54  | 19 de septiembre de 2012 |
| 10.8.3       | 12D78  | 14 de marzo de 2013      |
| 10.8.4       | 12E55  | 4 de junio de 2013       |
| 10.8.5       | 12F37  | 12 de septiembre de 2013 |